# پرده دو
پرده دو (انگلیسی: Screen Two) یک مجموعه آنتولوژی تله‌تئاتر بریتانیایی از گلچین‌های ادبی است که مابین سال‌های ۱۹۸۵ تا ۱۹۹۸ از شبکهٔ بی‌بی‌سی دو پخش شد.

## گزیدهٔ بازیگران

### فصل اول
- آلن هاوارد
- فیبی نیکولز
- جان مک‌انری
- ریچارد ویلسون
- هیلتون مک‌ری
- تیم ویلتون
- جاناتان هاید
- جان شاراپنل
- جولی والترز
- مالکوم تریس
- وولف کالر
- لارنس هارینگتون
- پائولین کالینز
- لسلی گرنتام
- هری اندروز
- دیوید لنگتون
- گراهام مک‌گرت
- نیکلاس کلی
- دیوید نیل
- آیلین اتکینز
- برنارد هیل
- جان شاراپنل
- جان لوریمور
- فرانک فینلی
- مایکل بیرن
- هیلاری مینستر
- راجر لوید-پک
- گوردن کی
- رونالد فریزر
- راجر برایرلی
- ناتاشا ریچاردسون
- آیلا بلر
- اِما رالف

### فصل دوم
- چارلز دنس
- مارک رایلنس
- آن تاد
- آنا مسی
- برایان گلاور
- راجر لوید-پک
- فیلیس لوگان
- فرانسیس متیوز
- جری استیلر
- استفان لوئیس
- تونی رابینسون
- جان ساویدنت
- جان گیلگد
- گوگی ویدرز
- فیونا واکر
- جرج بیکر
- هلن چری
- برندا بروس
- فردی جونز
- دایانا هاردکسل
- آماندا داناهو
- گری اولدمن
- ریچارد ئی. گرانت
- ریچل بل
- نایجل تری
- ترور پیکاک
- دنیل دی-لوئیس
- بنجامین ویترو
- ویویان پیکلز
- تونی هی‌گارث
- راجر هموند
- جفری پالمر
- جیم برودبنت
- دنهلم الیوت
- بری فاستر
- گوگی ویدرز
- پتسی برن
- جولیا مک‌کنزی
- پاتریشا هاج
- جروم فلین
- پاتریک مالاهید
- وارن کلارک
- ایان رتری
- ایان گلن
- ایان مک‌الینی
- درموت کرولی
- مایکل گاف
- جک شپرد
- تام بل
- سوزان بردن
- گوردون سالکیلد
- تامی لی جونز
- اِید ادموندسون
- هیو فریزر

### فصل سوم
- لنی هنری
- جان شی
- پیتر وان
- شرلی لانگی
- آل متیوز
- جرج بیکر
- تونی هی‌گارث
- پیت پاستویت
- مایکل ویلیامز
- ایان ریچاردسون
- آنتونی هاپکینز
- جوآن ولی
- تیلی واسبرگ
- فیل دنیلز
- بری فاستر
- میراندا ریچاردسون
- باب پک
- راجر برایرلی
- گراهام کراودن
- تیموتی بیتسون
- سیلوسترا لو توزل
- مایکل مالونی
- پیتر فرث
- رابرت هاردی
- الین آیوز-کامرون
- هلن فریزر
- گوگی ویدرز
- گلینیس باربر
- مایکل براندون
- جان استندینگ
- سارا پلی
- شارلوت کولمن
- اَن رید
- نیکلاس کمبل
- آلبرت شولتز
- النور برون
- ادوارد فاکس
- تسا پیک-جونز
- کلیو فرانسیس
- پیتر جفری
- لیز اسمیت
- جیمز هیزلداین
- کتی تایسن
- فیلیپ جکسون
- شیلا آلن
- فردریک تریوز
- گری ریموند
- اَوریل اِلگار
- یوجین لیپینسکی
- لینزی بکستر

### فصل چهارم
- آیلین اتکینز
- درک بوگارد
- بروس مانتگیو
- لی رمیک
- هلنا بونهام کارتر
- لیندا بلینگدام
- فیل دیویس
- نیکلاس فارل
- دونالد داگلاس
- لیام نیسون
- میراندا ریچاردسون
- دیوید هوروویچ
- جولیت استیونسون
- آنتون لسر
- کاترین شل
- هانا ماریا پراودا
- پل بهاتاچارجی
- لوید مک‌گوایر
- جان هانا
- وارن کلارک
- آدریان دونبار
- میشل کالینز
- بنجامین ویترو
- نیو کیوسک
- جف راولی

### فصل پنجم
- لین ردگریو
- جی سیمپسون
- جروم ویلیس
- الیور فورد دیویس
- فردریک تریوز
- مایکل ویلیامز
- ایان مک‌نیس
- چارلی کرید-میلز
- تام بل
- لیز اسمیت
- پل یانگ
- آلفرد مولینا
- آلیسون استدمن
- فیلیپ لوک
- راس کمپ
- برندا فریکر
- ایان گلن
- بیلی وایتلا
- گری اولدمن
- لسلی منویل
- فیل دیویس
- ریچارد ای گرانت
- جیم کارتر
- هیثکات ویلیامز
- وارن کلارک
- جینا بلمن
- جاناتان هاید
- فیلیس لوگان
- لزلی آدوین
- توگو ایگاوا
- فیلیس لوگان
- جو دان بیکر

### فصل ششم
- استیون فرای
- سیمون کالو
- میریام مارگولیس
- سلیا ایمری
- راجر هموند
- جاناتان پرایس
- آنا مسی
- جفری هیوز
- سوزانا یورک
- تام جرجسون
- پل مک‌گان
- فیبی نیکولز
- آنتونی اسلتری
- آدریان دونبار
- دنی وب
- آرکی وایتلی
- آلفرد مولینا
- لیز اسمیت
- رزالیند مارچ
- ایدی الن
- نایجل لو وایان
- جیمز هیزلداین
- رزالیند مارچ
- ایدی الن
- نایجل لو وایان
- ایلای والاک
- دیوید ترلفال
- جینا مک‌کی
- شان بین
- ادوارد فاکس
- جین لپوتی‌یر
- برندا بروس
- آماندا ردمن
- مایکل مالونی
- پیتر فرث
- ساسکیا ریوز
- باب پک
- فردی جونز
- کنت کولی
- ریچارد ویلسون
- گراهام کراودن
- گری مِـیوِرس

### فصل هفتم
- گری اولدمن
- جولی ریچاردسون
- کیث دیوید
- جورج هریس
- وویچیخ پشونیاک
- ران سیلور
- ایموجن استابس
- دانیل جی. تراونتی
- هارت بوچنر
- تِـرِوِر کوپر
- راجر هموند
- آلن بیتس
- پال ریس
- جانت مک‌تیر
- سلیا ایمری
- امبت دیویتس
- پیتر فرث
- آماندا داناهو
- سیلویا سیمز
- جان فورجام
- پاتریک برگین
- فرانسس باربر
- پیتر کاپالدی
- راجر برایرلی
- پاتریک گادفری
- درموت کرولی
- ایون برمنر
- بیلی کانلی
- مرین فیث‌فول
- ادوارد فاکس
- جیمز فلیت
- ایملدا استنتون
- پیت پاستویت
- درک فولدز
- دونالد سامپتر
- جولیت استیونسون
- یوجین لیپینسکی
- سندی شولتز

### فصل هشتم
- مارک رایلنس
- پیت پاستویت
- نایجل هاثورن
- دیوید کالدر
- پاتریک گادفری
- رنی اوبرژنوا
- انگوس مک‌فادین
- آیلین اتکینز
- برایان کاکس
- جان شلزینجر
- کتی تایسن
- جان مالکوویچ
- اندی مک‌داول
- راجر لوید-پک
- جاس آکلند
- بیل پترسون
- جک شپرد
- میرا سایال
- پل بهاتاچارجی
- پیتر هاول
- جولیت استیونسون
- آلن ریکمن
- ایان بانن
- استیون فرای
- تیم راث
- کوین مک‌نالی
- آرمین مولر-اشتال
- برندا فریکر
- پائولین ملویل
- پیتر ریجرت
- پل اسکوفیلد
- آنتونی اندروز
- برنارد هیل
- تام بیکر
- جورج هریس
- راجر برایرلی
- لئونارد مگوایر
- تیم پریس
- تی. پی. مک‌کنا
- اَلن کامینگ
- لئو مک‌کرن
- سارا کستلمن
- ایان هولم
- میراندا ریچاردسون
- جیم برودبنت
- آلفرد مولینا
- جوسی لاورنس
- مایکل کیچن
- پالی واکر
- جوآن پلورایت
- مگی اسمیت
- مایکل هوردرن
- زوئی وانامیکر
- موریس دنهام
- پرستون لاک‌وود
- رنی اشرسون
- لئونارد مگوایر
- استفانی کل
- آنا کراپر
- ثورا هرد
- لینزی بکستر

### فصل نهم
- ژن مورو
- جوآن پلورایت
- جان وود
- راجر لوید-پک
- جولی والترز
- کاترین شل
- دیوید ترلفال
- استیون ودینگتون
- راجر هموند
- تیلدا سوینتن
- آلن کوردانر
- آنی لنکس
- اندرو تیرنان
- دادلی ساتن
- جروم فلین
- متین ینال
- رزالی کراچلی
- کالین ولند
- دونالد پلزنس
- سیمون کالو
- جانت مک‌تیر
- لارنس هارینگتون
- جانی لی میلر
- السپت گری
- ریف فاینز
- الن کامینگ
- ساندرین بونر
- برونو گانتس
- ساموئل وست
- جاس آکلند
- آنوک امه
- یولاندا باسْکِـس
- کالم مینی
- کایل مک‌لاکلن
- آنتونی هاپکینز
- دیوید تیولیس
- مایکل کیچن
- دان هندرسون
- پاتریک گادفری
- تونی هی‌گارث
- جولیت استیونسون
- آلفرد مولینا
- راجر لوید-پک
- پل بروک
- جولی کریستی
- دونالد ساترلند
- گری مِـیوِرس

### فصل دهم
- رابرت لیندسی
- آنتونی شر
- پل بروک
- دنیل کریگ
- پاتریک گادفری
- دایانا ریگ
- فرانسیس د لا تور
- جان ولز
- شان دینگوال
- برنارد هیل
- ریچارد برایرز
- نبیل شعبان
- کوین واتلی
- لیندا باست
- بیلی وایتلا
- تام ویلکینسون
- گابریل بیرن
- کوین مک‌نالی
- ویگو مورتنسن
- لینزی دانکن
- جیسون باری
- فرانک کلی
- لسلی منویل
- میرا سایال
- ریچل وایس
- روفس سوئل
- برنارد هیل
- روفس سوئل
- ریچل وایس
- کوین مک‌نالی
- وارن کلارک
- فرانسس باربر
- سامانتا باند
- لیام نیسون
- پاتریشا آرکت
- جی گوئده
- جوآن آلن
- تیت داناوان
- کاترین هوتن
- پیت پاستویت
- جورج کوستیگان
- روت شین
- کیتی برک
- جیمز کازمو
- داگلاس هاج
- کلر هیگینز
- کیت هاردی
- آیدان گیلن
- رابرت کارلایل
- شریل هال
- جورج کوستیگان
- اندرو تیرنان
- استیون مکینتاش
- مارشا توماسون
- رابرت گلنیستر
- راجر آلام
- الیور فورد دیویس
- پاتریک گادفری
- فرانسس باربر
- جیم کارتر
- رانلد پیکاپ
- استفانی کل
- برنارد هپتون
- دنیس لیل
- لیندا باست
- کنت کرانام
- جیم کارتر
- برایان دنهی
- استیفن گریف
- کالین سالمون
- آنا کراپر
- اما تامپسون
- آدریان دونبار
- دیوید هوروویچ
- فیلیدا لاو
- النور برون

### فصل یازدهم
- تام ویلکینسون
- رانلد پیکاپ
- مایکل هوردرن
- پیتر وینگفیلد
- جولین فلوز
- استیون تامپکینسون
- امیلی مورتیمر
- سلیا ایمری
- جافری وایت‌هد
- ترور کوپر
- جیسون باری
- آماندا روت
- کیران هایندز
- کورین ردگریو
- فیونا شو
- جودی کرنول
- سوفی تامپسون
- ساموئل وست
- فیبی نیکولز
- سایمون راسل بیل
- راجر هموند
- دیوید کالینگز
- رابرت گلنیستر
- جان ثا
- نیکلاس دی
- جورج هریس
- کلر هیگینز
- مارتین جرویس
- الیور فورد دیویس
- باربارا لی-هانت
- پم فریس
- شارلوت کولمن
- پیتر بلایت
- جیم کارتر
- کارول مک‌ریدی
- دیوید رایل
- کیت گیلو
- دنی وب
- تِـرِوِر ایو
- شان دینگوال
- پیتر استورماره
- پیتر جردن
- بروس مایرز
- جان شاراپنل
- داگلاس هاج

### فصل دوازدهم
- جاناتان پرایس
- جان هرت
- دیوید هیروود
- ونسا ردگریو
- مارشا توماسون
- کتی تایسن
- رابرت کارلایل
- پل باربر
- تام ویلکینسون
- جان بنت
- رابرت پیو
- لاینس روچ
- تونی بوت
- لسلی شارپ
- جیمی گالاگر
- هلن مک‌کروری
- ریچارد هرینگتن
- ریس ایفانز
- دونا ادواردز
- آنت کراسبی
- کل مک‌آنینچ
- آلفرد مولینا
- تونی کارن
- کری فاکس
- داگلاس هاج
- جان هرت
- هلن میرن
- جورج کوستیگان
- کلایو راسل
- جان داتین
- ندیم صوالحه
- رزماری لیچ
- دیوید هیروود
- ملانی هیل
- اوون تیال
- نیکول ویلیامسون
- آمینه العنابی
- دونالد پلزنس
- لایست آنتونی
- جیم کارتر
- ورنن دابچف
- الیزابت اسپرینگز
- مایکل گاف
- جاستین چادویک
- مایکل کرانین
- کاترین زیتا جونز
- کلایو اوون
- کلر اسکینر
- استیون مکینتاش
- جوآن پلورایت
- ری استیونسون
- سلیا ایمری
- پال راجرز
- پیتر وایت
- جان باسوال
- دیوید راب
- مایکل کالور
- جرمی کلاید
- سیلویا سیمز
- رابرت ایست

### فصل سیزدهم
- تیم راث
- جولیا اورموند
- کیت آلن
- کالین سالمون
- تونی کارن
- آنت بدلند
- کتی مورفی
- مارک استرانگ
- پیتر کاپالدی
- تارا فیتزجرالد
- برندا فریکر
- جاناتان ریس میرز
- روفس سوئل
- آلبرت فینی
- پاتریک مالاهید
- دیوید کلی
- مایکل گمبون
- شارلوت گنزبور
- یوخن هورست
- ویلیام هوتکینز
- شینید کیوسک
- هانس تسیشلر
- کلایو اوون
- مینارد ازیاشی
- کریستوفر فولفورد
- کوین مک‌نالی
- میشل فرلی
- چارلز دنس
- کلایو اوون
- لینا هیدی
- جوان هیکسون
- جافری بیورز
- تِـرِوِر کوپر
- آنا چنسلر
- بروس الکساندر
- نیل استوک
- میراندا ریچاردسون
- فیونا واکر
- مارک استرانگ
- الی اسیری
- رابرت استیونس
- آماندا برتون

### فصل چهاردهم
- تام ویلکینسون
- دایانا کنت
- جیمز فلیت
- کلایو راسل
- میرا سایال
- پائولا جیکوبس
- جافری وایت‌هد
- جولین فلوز
- داگلاس هنشال
- عمر اپس
- جاس آکلند
- شان پرتوی
- مایکل بیرن
- راویل ایسیانوف
- دیوید سوشی
- اندرو دیوف
- دانی دایر
- جودی پارفیت
- لوسی چوهو
- مارک رایلنس
- لیا ویلیامز
- پائولین کالینز
- کلایو راسل
- گری لوئیس
- گریک هاگون
- آنت کراسبی
- کلی مکدونالد
- کاترین کارتلیج
- پالوما بائسا
- کلی هانتر
- جوزف لانگ
- ادوارد آترتون
- ساندرا برنهارد
- رز بیرن
- اَلن کامینگ
- جیسون آیزکس
- آنتونی جکسون
- تِـرِوِر کوپر

### فصل پانزدهم
- گیرمو دیاز
- فرد ولر
- لوئیس گازمن
- ژوزه زونیگا
- دوایت ایول
- کندیس کین
- ژوزه زونیگا
- کلر اسکینر
- شان پرتوی
- فیلیپ گلنیستر
- توماس کریگ
- لی راس
- فیل دیویس
- ساسکیا ریوز
- وارن کلارک
- جولیت استیونسون
- کن استات
- هیزل داگلاس
- جو بولر
- فردا داوی
- کیتی مورفی
- ساسکیا ریوز
- آماندا پلامر
- اوم پوری
- پاوان مالهوترا
- رزالیند بنت
- ایموجن استابس
- آنتونی اندروز
- شیلا آلن
- جینا مک‌کی
- جورجی گلن
- لورا فریزر
- کلر هیگینز
- کوین مک‌کید
- لورا فریزر
- اما ایموس
- جورج کوستیگان
- ترور ایو
- اما ایموس
- روپرت پنری-جونز
- جولیان رایند-تات
- جرمی نورثام
- آنا فریل
- جولی ریچاردسون
- جاناتان ریس میرز
- مایکل فیست